# Galla Placidia
Ne doit pas être confondu avec Galla Placidia la Jeune.
Aelia Galla Placidia ou Placidie, née en 388 à Thessalonique et morte le 27 novembre 450 à Rome, est une impératrice romaine, fille de l'empereur Théodose Ier (règne : 379-395), épouse du roi wisigoth Athaulf, puis de l'empereur romain d'Occident Constance III (règne : février-septembre 421). Elle joue un rôle politique durant les années 410 à 440, à une époque où le pouvoir impérial est affaibli.
Elle demande aussi au général romain Ætius d'affronter Attila, après que celui-ci a demandé à l'empereur Valentinien III la Gaule en guise de dot, sa fille Honoria ayant demandé à Attila de l'aider à contrer un mariage arrangé par sa mère. Attila se servit d'elle pour tenter de fragiliser l'empire. Ætius le battit aux Champs Catalauniques, en Champagne.

## Biographie

### Origines et jeunesse
Galla Placidia est la fille de Théodose Ier, empereur d'Orient depuis 379, et de Galla, fille de l'empereur Valentinien Ier. Fille et petite-fille d'empereur, elle est aussi la demi-sœur d'Arcadius et d'Honorius, ses aînés, empereurs à partir de 395.
Elle grandit dans le cadre de la cour de Constantinople ; après la mort de Théodose, elle accompagne Honorius, désigné pour régner sur l'Empire romain d'Occident sous la tutelle du général Stilicon, doté d'un rôle de régent. Rome n'est plus résidence impériale ; la cour d'Honorius est d'abord implantée à Milan, avant d'être transférée à Ravenne en 402.
Stilicon, qui a marié sa fille Marie à Honorius en 399, renforce ses liens avec la famille impériale en fiançant son fils Eucher, encore adolescent, à Galla Placidia. Le mariage n'aura pas lieu.
Durant les premières années du règne d'Honorius, sous la direction de Stilicon, l'Empire résiste assez bien aux incursions en Italie des Wisigoths d'Alaric Ier, dont le peuple est installé depuis 382 comme fédéré en Mésie, puis des Ostrogoths de Radagaise, qui viennent de la zone contrôlée par les Huns au nord du Danube.
En 407, en revanche, l'Empire romain d'Occident connaît un problème grave avec l'invasion soudaine et massive de la Gaule par les Vandales, les Suèves, les Alains et les Burgondes, qui franchissent le Rhin en quelques jours en janvier 407 ; à cela s'ajoute un peu plus tard l'usurpation d'un général, Constantin III. Ne parvenant pas à déjouer cette usurpation, Stilicon, disgracié, est exécuté le 22 août 408, ainsi qu'Eucher. Cette exécution est conduite avec l'assentiment d'Honorius par le préfet du prétoire Héraclius, un des chefs du parti hostile aux Barbares (le père de Stilicon est un Vandale), dont il semble que Galla Placidia ait été proche. Elle joue peut-être aussi un rôle dans l'exécution de l'épouse de Stilicon, Serena, nièce de Théodose, et donc sa cousine.
Peu après la mort de Stilicon, Alaric réapparaît en Italie, sans trouver face à lui une résistance sérieuse. En 410, à la suite de diverses péripéties, il envahit la ville de Rome et la soumet à un sac de trois jours.

### Princesse romaine

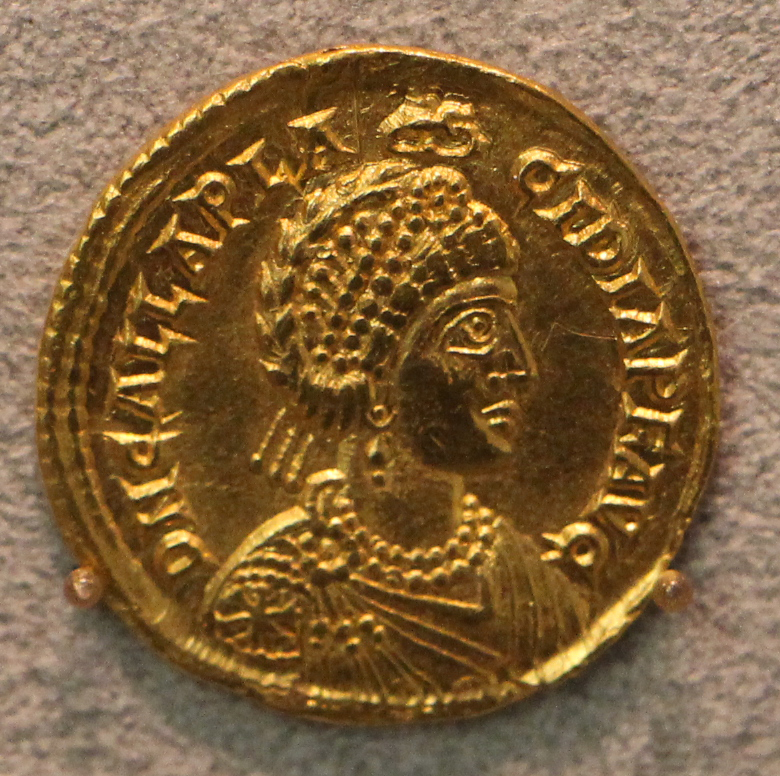
Galla Placidia, solidus de 422.

#### Otage des Wisigoths (410)
Galla est alors prise comme otage par les Wisigoths. Alaric meurt à la fin de l'année 410 et est remplacé par Athaulf, qui décide de quitter l'Italie et d'entrer en Gaule (vers 412).
Le général Constance refuse la collaboration des Wisigoths, pour lutter contre les nombreux usurpateurs présents en Gaule, tant que ceux-ci ne restituent pas la princesse impériale. Il refuse de livrer des vivres promis aux hommes d'Athaulf, si bien que ce dernier, en 413, tente en vain de prendre Marseille.

#### Épouse d'Athaulf (414)
Peut-être pour s'imposer à Honorius, Athaulf épouse une première fois Galla Placidia à Forlì en Émilie, selon le rite germanique en 411, sans qu'Honorius, militairement affaibli, ne puisse s'y opposer. Le 1er janvier 414, il l'épouse à nouveau selon le rite romain à Narbonne et Galla Placidia donne naissance la même année à Clotilde de Wisigothie. L'usurpateur Attale lui-même chante la chanson nuptiale. Lors de ce mariage, Athaulf, vêtu en romain, offre à sa femme 50 jeunes serviteurs portant chacun deux plateaux pleins d'une partie du butin volé à Rome quatre ans plus tôt.
Ce mariage d'une princesse impériale et d'un chef barbare, une première, frappe les esprits des contemporains. L'historien Orose y voit un grand avantage pour l'Empire, et un évêque espagnol[Qui ?] estime qu'il s'agit de l'accomplissement de la prophétie biblique de Daniel (11,6) : « La fille du roi du Midi s'en viendra auprès du roi du Nord ». À partir de ce moment Galla Placidia joue un rôle politique.

#### La mort d'Athaulf (415) et le retour à la cour impériale

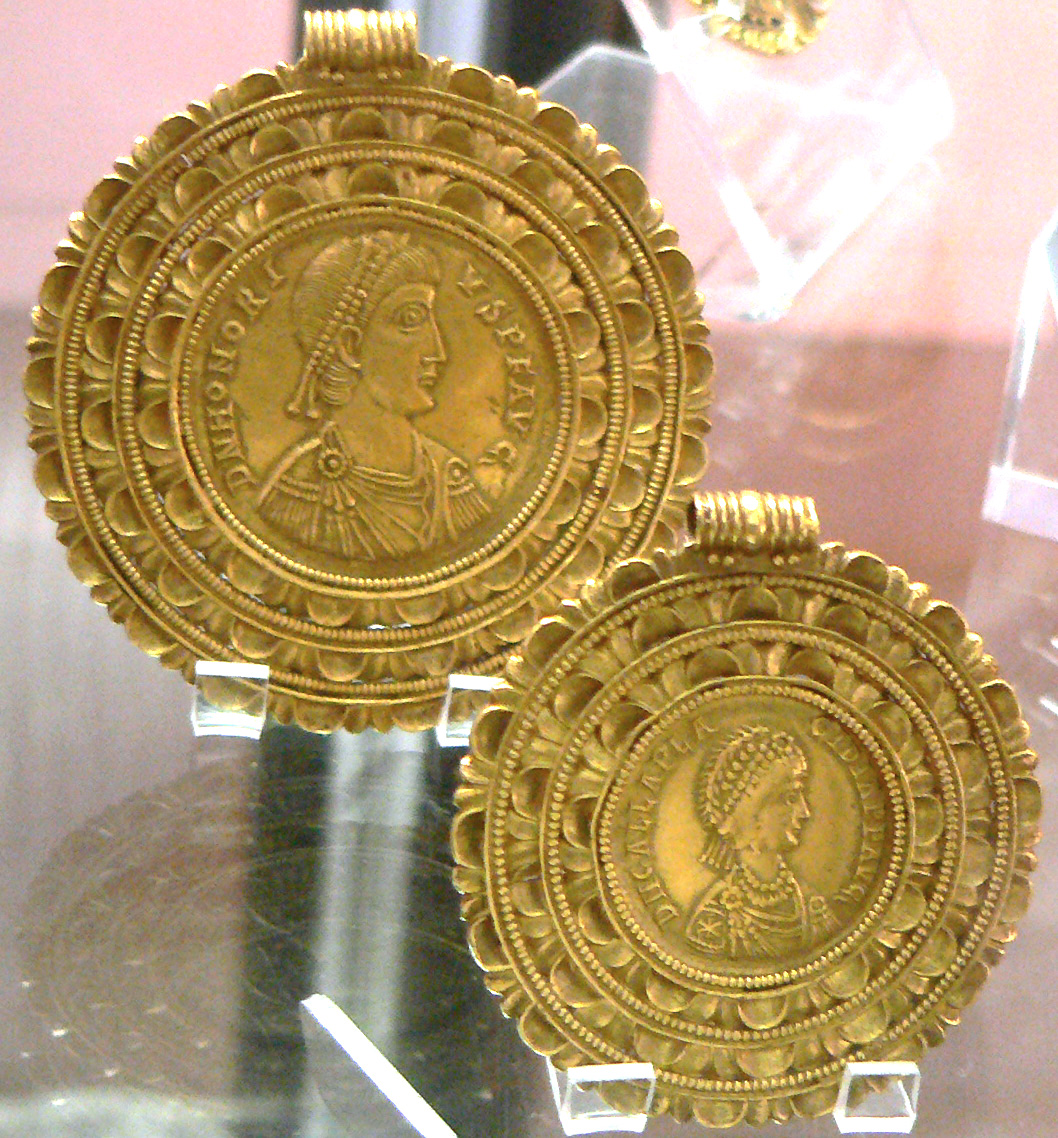
Médaillons en or figurant Honorius et sa sœur Galla Placidia, frappés à Ravenne v. 425, Cabinet des Médailles.

Le mariage à peine terminé, les conflits reprennent et les Wisigoths s'emparent de Bordeaux puis de Toulouse. Sous la pression de Constance, général au service d'Honorius, qui reprend Narbonne, ils passent en Hispanie.
C'est à Barcelone qu'en 415 Galla Placidia met au monde un fils qui reçoit le nom de son grand-père maternel, Théodose. Il meurt quelques mois plus tard. Le chagrin de ses parents est, semble-t-il, immense, à une époque où il est fréquent de perdre un enfant en bas âge ; son corps est placé dans un cercueil d'argent et déposé dans une chapelle aux portes de la ville. L'historien canadien Gillian Mackie pense que le célèbre mausolée de Galla Placidia à Ravenne, dont l'occupant est inconnu, était destiné à accueillir sa dépouille.
Quelques semaines plus tard, Athaulf est assassiné, victime d'un serviteur sans doute guidé par le parti wisigoth hostile à ce roi trop romanisé. Le nouveau roi Sigéric fait tuer les enfants du premier mariage d'Athaulf et impose à Galla Placidia l'humiliation de marcher sur douze milles devant son cheval.
Sigéric est lui-même tué au bout d'une semaine par Vallia, un proche d'Athaulf. Après une tentative pour gagner l'Afrique par le détroit de Gibraltar, des négociations s'ouvrent avec Constance. Celui-ci récupère Galla Placidia, sur laquelle il a probablement déjà des visées. L'empereur Honorius n'ayant pas d'héritier, il promet aux Wisigoths une installation future en Aquitaine ; à charge pour eux de combattre les barbares présents en Espagne (Vandales, Suèves, Alains).

#### Épouse de Constance (417-421)
Galla Placidia rejoint à Ravenne Honorius, qui lui impose le mariage avec Constance.
Le 1er janvier 417, elle épouse Constance, qui est nommé Auguste en 420 ou 421 sous le nom de Constance III. Le mariage est, semble-t-il[réf. nécessaire], peu heureux pour Constance, confronté à une Galla Placidia dominatrice et d'une piété intransigeante. Ils ont cependant deux enfants, Honoria et Valentinien.
Constance III meurt dès 421. En 423, Honorius fait exiler sa demi-sœur et ses enfants à Constantinople chez son neveu Théodose II. Selon Norwich, l'exil aurait été plutôt volontaire pour échapper aux sentiments incestueux d'un demi-frère de plus en plus déséquilibré.

### Régente de l'empire d'Occident

#### L'avènement deValentinienIII(425)
Honorius meurt peu après, en août 423. En décembre, le Sénat proclame empereur d'Occident le chef des notaires impériaux, Jean.
Galla obtient le soutien de Théodose II ; au printemps 425, il envoie en Italie une armée dirigée par le jeune général Aspar qui prend rapidement Aquilée. Galla Placidia s'installe dans cette ville et gouverne au nom de son fils Valentinien III. Aspar prend ensuite Ravenne et l'usurpateur Jean est amené à Aquilée, où on le juche sur un âne et le promène dans toute la ville, après lui avoir coupé la main droite et avant de le décapiter dans le cirque.
Le 23 octobre 425, Valentinien III est proclamé empereur à Rome, mais Galla Placidia préfère maintenir la cour à Ravenne, mieux défendue par une ceinture de marais.

#### Le difficile exercice du pouvoir

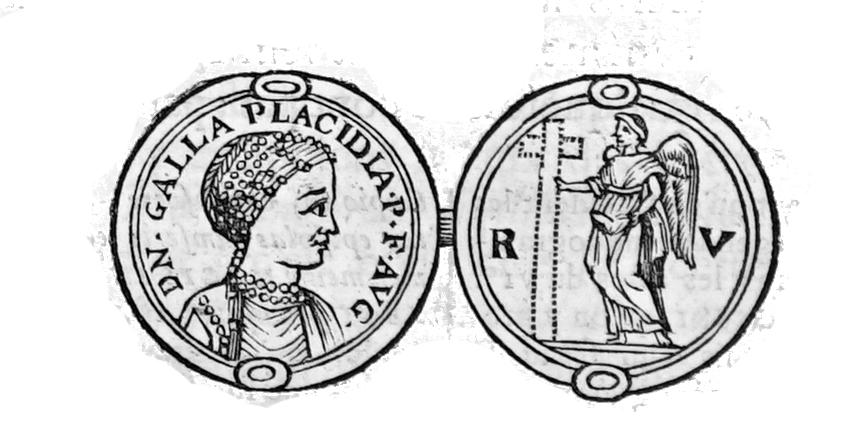
Son sceau, Tassin, Nouveau traité de diplomatique…, Tome 4, page 65.

Galla Placidia est dans l'histoire de l'Empire romain un cas unique de femme exerçant le pouvoir pendant vingt-cinq ans.
Galla exerce sur les affaires publiques une forte influence, même après la majorité de son fils et après son mariage en 437 avec Eudoxie, la fille de Théodose II. Elle gouverne dans des conditions très difficiles, alors que l'étau barbare se resserre sur l'Empire et qu'elle ne dispose pas de suffisamment de troupes.
Mais elle joue des rivalités entre les trois principaux généraux qui se disputent le pouvoir : le comte d'Afrique Boniface, ami de Galla au temps de l'exil ; le ministre Flavius Felix et l'ambitieux général Ætius. Ce dernier, allié de l'usurpateur Jean, est parti chez les Huns pour chercher de l'aide contre Galla et Aspar en 425. De retour en Italie, il est devenu trop puissant pour être combattu : il est éloigné de la cour et nommé en Gaule.

#### La perte de l'Afrique (429)
Félix tente, probablement contre l'avis de Galla Placidia, deux expéditions contre Boniface en Afrique. Celui-ci commet alors une erreur énorme qui va un peu plus entraîner le déclin de l'empire d'Occident. En 429 il fait appel aux Vandales de Genséric. Ceux-ci s'emparent de l'actuel Maghreb en quelques mois et y persécutent les trinitaires (eux-mêmes sont ariens). Il faut attendre la signature en 442 d'un traité de paix qui consacre la perte de la province d'Afrique tandis que la fille de Valentinien III, prénommée elle aussi Eudoxie, est promise au fils de Genséric, Hunéric.

#### La lutte entre Ætius et Boniface

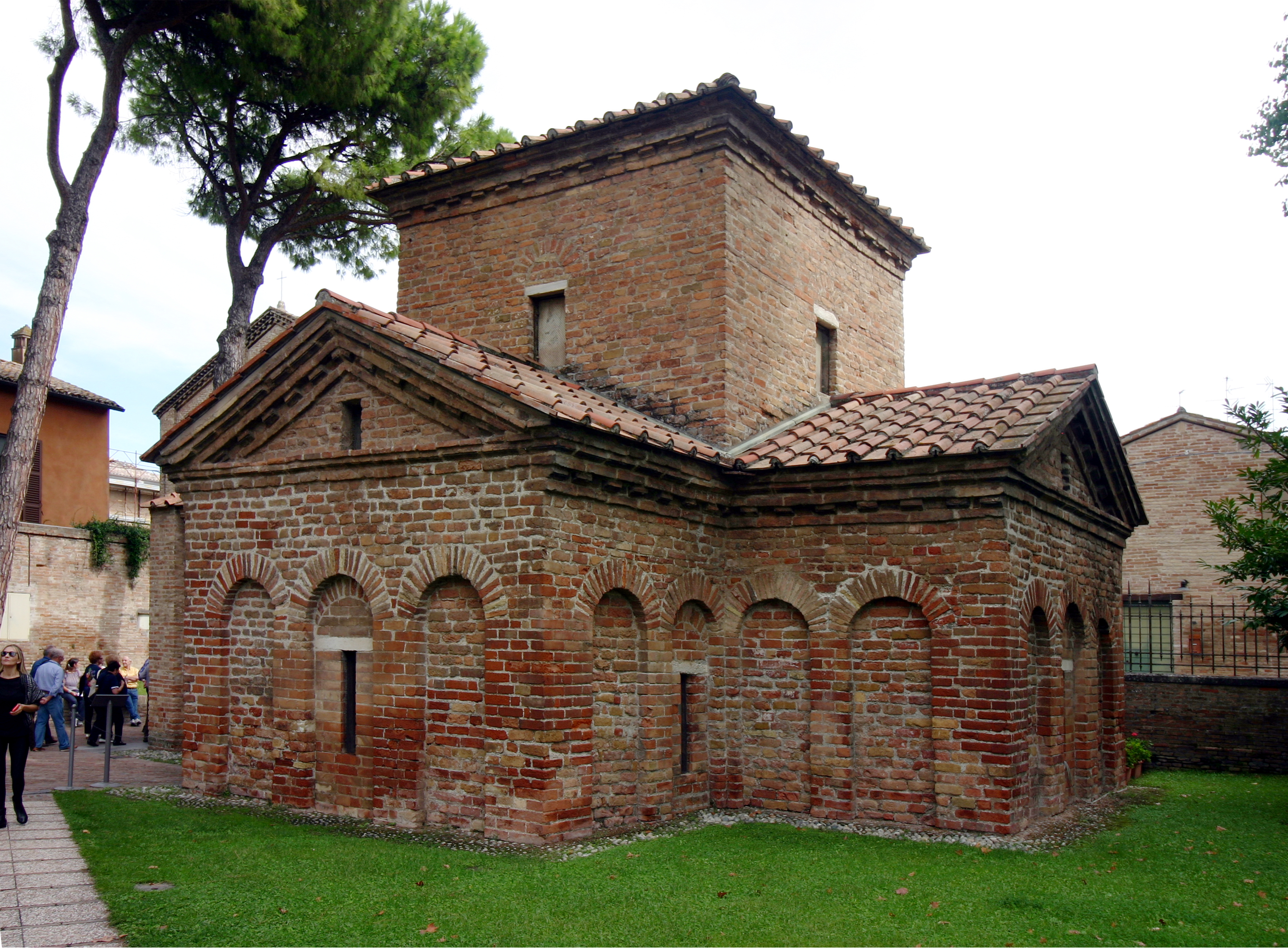
Mausolée de Galla Placidia, Ve siècle, Ravenne
La décoration intérieure correspond au style byzantin.

Galla Placidia décide la construction d'un mausolée vers 430 à Ravenne.
Vers 430 Félix est assassiné sur ordre d'Ætius (après avoir lui-même tenté en vain de faire tuer ce dernier). Galla rappelle en catastrophe Boniface d'Afrique et le disculpe de sa trahison de 429. Une bataille oppose les deux hommes près de Rimini (432) d'où Boniface sort vainqueur. Cependant il est tué dans l'affrontement et deux ans plus tard en 434 son gendre Sébastien est vaincu par Ætius qui vient d'obtenir des renforts des nouveaux rois des Huns, Bleda et Attila. Pour Aetius qui épouse la veuve de Boniface, Pélagie, c'est le triomphe car il devient l'homme le plus puissant de l’Empire.

#### Modus vivendiavec Ætius
Curieusement se met alors en place un étrange duo entre le général vainqueur et Galla Placidia, duo qui va durer seize ans. Ætius n'abuse pas de sa victoire et respecte toujours officiellement le pouvoir de la dynastie théodosienne. Certes il fiance son fils Gaudentius à la seconde fille de Valentinien III, ce qui lui permet de prendre pied dans la famille impériale, mais il s'occupe surtout de la Gaule et de ses relations à la fois fructueuses et conflictuelles avec les barbares. Quant à Galla elle laisse le soin à cet énergique général de défendre ce qu'il peut des frontières de l'Empire et se consacre principalement à des problèmes religieux.

#### L'engagement chrétien

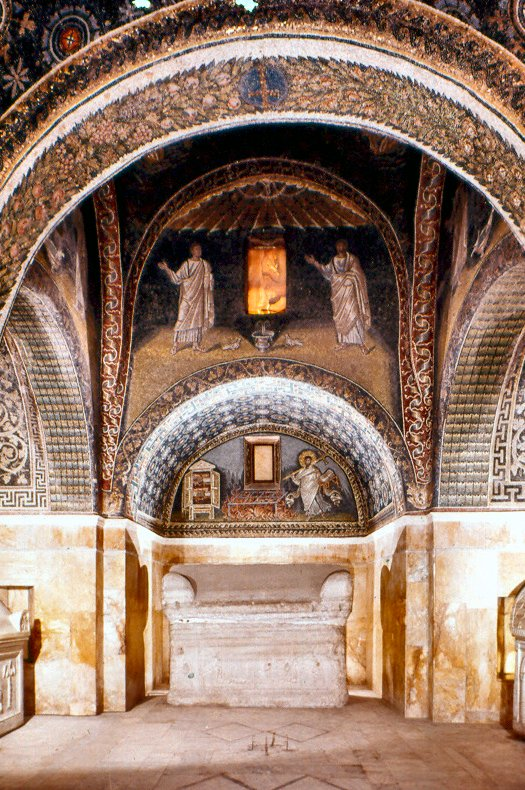
Intérieur du mausolée de Galla Placidia à Ravenne.

Galla est une chrétienne réputée pour sa piété personnelle, passant selon les auteurs de l'époque « … des nuits entières à prier à même le sol dans les larmes. » (Agnellus). Elle fait construire de nombreuses églises dont une consacrée à saint Jean l'Évangéliste à Ravenne (disparue de nos jours) et une chapelle dédiée à saint Laurent. Elle accueille avec amitié Germain d'Auxerre à Ravenne en 448, venu défendre la cause des Armoricains révoltés contre les auxiliaires barbares d'Ætius, et le veille pendant sa maladie et jusqu'à sa mort. Elle pourvoit aussi à l'embaumement du corps et aux frais du voyage pour son rapatriement en Gaule. Sous son gouvernement aussi le pouvoir politique, contrairement à ce qui se passe à Constantinople, se met au service de l'Église trinitaire de Rome, alors gouvernée par l'énergique évêque Léon Ier. Ses dernières missives (450) sont pour son neveu Théodose II, et la sœur de ce dernier, une autre femme à poigne de la famille et chrétienne convaincue, Pulchérie. Elle proteste contre l'outrage fait à l'évêque de Rome après le « brigandage d'Éphèse » en 449. La dernière victoire de Galla Placidia est posthume. En 451, Pulchérie et son mari le nouvel empereur d'Orient Marcien convoquent le concile de Chalcédoine qui reconnaît les théories défendues par Léon Ier sur la nature du Christ.

#### Fin de vie
Les dernières années de Galla Placidia sont assombries par la conduite de sa fille Honoria (cette dernière se livrant, paraît-il, à des parties de débauche[réf. nécessaire]). En 449, elle est exilée à Constantinople et mariée de force à un sénateur. Au début de l'année 450, elle écrit secrètement à Attila lui proposant sa main et joignant son anneau impérial à la missive. Immédiatement renvoyée à son frère, elle ne doit qu'à l'intervention de sa mère de ne pas être exécutée. Galla Placidia meurt peu après le 27 novembre 450. Elle est inhumée dans le mausolée impérial à Rome aux côtés de son père Théodose mort en 395, et non pas dans le mausolée qu'elle s'était fait construire, dit mausolée de Galla Placidia, à Ravenne.

### Dans la culture

#### Voies publiques en Italie
- Via Galla Placidia : à Rome, Ravenne, Milan…

#### Lieux publics en Espagne
- Plaça de Gal·la Placídia: à Barcelone.

#### Romans historiques
- Max Gallo, La chute de l'Empire romain, XO Éditions, 2014.
- Gerard Herzhaft, Galla Placidia, Ramsay, 1987.
- René Murat, Galla Placidia, chez L'Atelier du livre, Aix-en-Provence, 2011  (ISBN 978-2-9535090-3-8).
- José Gomez-Rivera, Flavius Ætius : Le Dernier Conquérant, publié en 2004 : Ætius, Galla Placidia et Stilicon sont des personnages centraux de ce roman historique.

#### Bande dessinée
- Galla Placidia, son fils, l'empereur Valentinien III, et sa fille Honoria, apparaissent dans les planches de la BD publiée en 2019 par les éditions Glénat et les Éditions du Cerf : Léon le grand, défier Attila (scénario de France Richemond, dessins de Stefano Carloni, couleurs de Luca Merli) dont l'action se déroule en 452 lorsqu'Attila et sa horde de huns menaçaient de piller Rome.

#### Séries télévisées
- Galla Placidia est un personnage de la série télévisée de la BBC Ancient Rome: The Rise and Fall of an Empire joué par Natasha Berrero.
- Galla Placidia est un personnage de la série télévisée américaine Attila joué par Alice Krige en 2001.

#### Opéras
- 1687 : Alaric le Balte, ou l’audacieux roi des Goths, opéra en trois actes, d'Agostino Steffani dans lequel le personnage de Galla Placidia est un des personnages principaux.
- Jaume Pahissa écrit l'opéra Galla Placídia en 1913.